# Distretto di Shajapur
Il distretto di Shajapur è un distretto del Madhya Pradesh, in India, di 1 290 230 abitanti. È situato nella divisione di Ujjain e il suo capoluogo è Shajapur.